# Valea Ursului (gmina Tâmna)
Valea Ursului – wieś w Rumunii, w okręgu Mehedinți, w gminie Tâmna. W 2011 roku liczyła 882 mieszkańców.